# Laughlin (Nevada)
Laughlin – jednostka osadnicza w hrabstwie Clark położona nad rzeką Kolorado 152 km na południe od Las Vegas. W roku 2000 liczba mieszkańców, wynosiła 7076 osób.
Laughlin nie ma praw miejskich. Władze sprawują komisarze wyznaczeni przez radę Komisji Hrabstwa Clark. Miejską radą doradczą kieruje manager miasta (zamiast burmistrza). Policja podlega Departamentowi Policji w Las Vegas.
Po Las Vegas i Reno, Laughlin jest trzecim najpopularniejszym ośrodkiem hazardu w tym stanie. Nazwane na cześć przedsiębiorcy Dona Laughlina.
Całkowita powierzchnia wynosi 232 km² z czego 3,6 km² (1,55%) stanowi woda.